# تشارلز اندروز (سياسي)
تشارلز اندروز (بالإنجليزية: Charles Andrews)‏ هو قاضي ومحامي وسياسي أمريكي، ولد في 27 مايو 1827، وتوفي في 22 أكتوبر 1918.